# Chiesa di Santo Stefano Protomartire (Farra di Soligo)
La chiesa di Santo Stefano Protomartire è la parrocchiale di Farra di Soligo, in provincia di Treviso e diocesi di Vittorio Veneto; fa parte della forania del Quartier del Piave.

## Storia
La primitiva chiesetta di Farra sorse probabilmente alla fine del XII secolo a opera forse di un nobile; tuttavia, la prima citazione che ne certifica la presenza risale al secolo successivo e, più precisamente, all'anno 1225.
Nel XIV secolo Farra divenne parrocchia autonoma.
Tra i secoli XVI e XVII la chiesa fu oggetto di alcuni interventi di ammodernamento e di rifacimento; nello stesso periodo venne eretto il campanile.

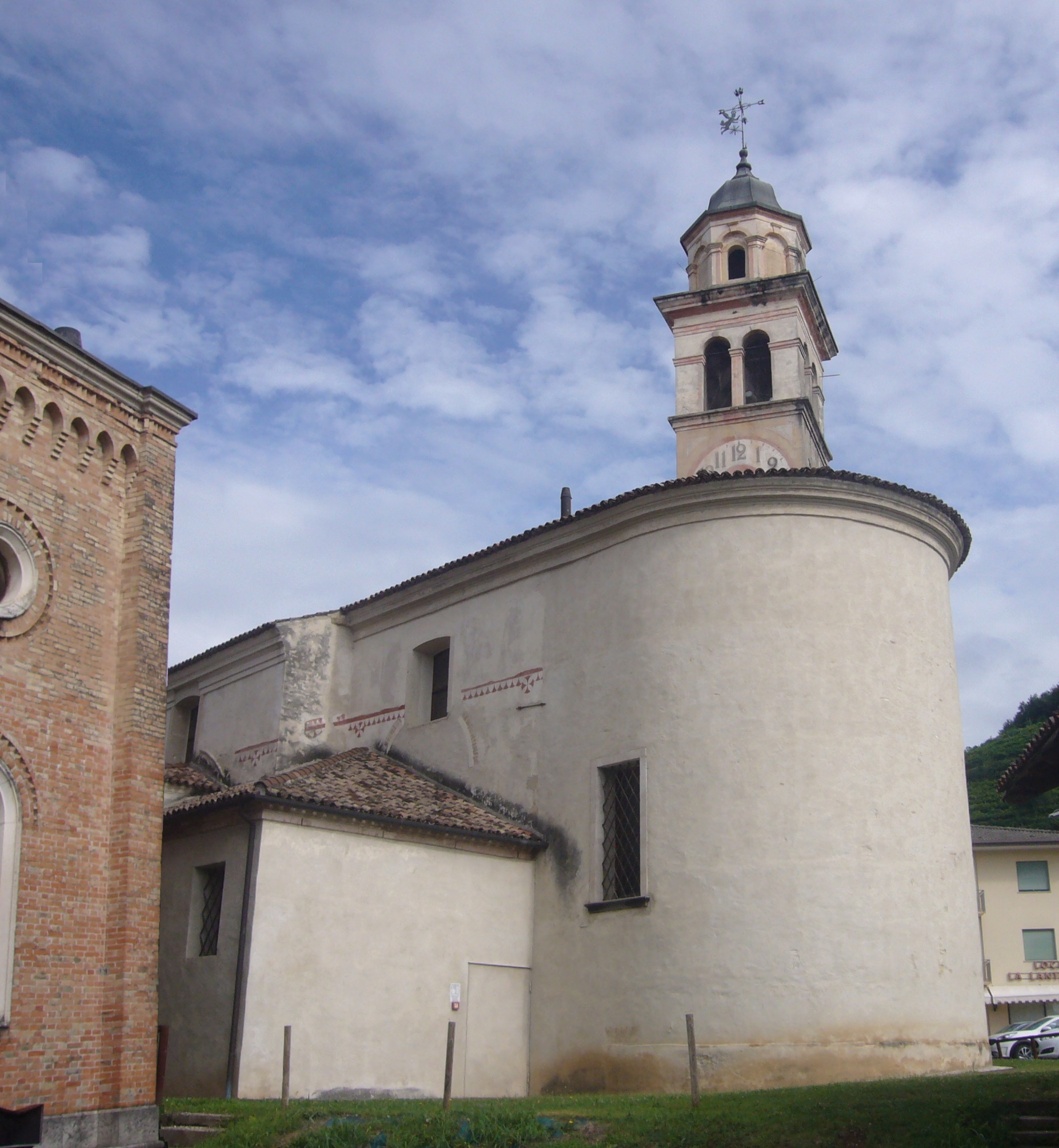
L'abside della vecchia chiesa con, vicino, il campanile

Dalla relazione della visita pastorale del 1544 del vescovo di Ceneda Giovanni Grimani s'apprende che a Farra esistevano tre chiese: la parrocchiale dedicata a Santo Stefano Protomartire, la chiesa di San Giorgio Martire, che probabilmente era la primitiva parrocchiale, e la chiesa di San Lorenzo Martire in località Credazzo, che in alcuni atti era menzionata come comparrocchiale.
Nel XVIII secolo all'interno della chiesa erano attestati cinque altari, intitolati a Santo Stefano Protomartire, alla Beata Vergine del Rosario, a San Carlo, a San Giuseppe e a Sant'Antonio Abate.
Tra il 1823 e il 1824 la chiesa fu abbellita con alcuni dipinti realizzati da Carlo Bevilacqua raffiguranti la Madonna del Rosario, i Santi Antonio da Padova, Antonio abate e Luigi Gonzaga e il Transito di San Giuseppe; sempre nel XIX secolo il coro venne allargato.

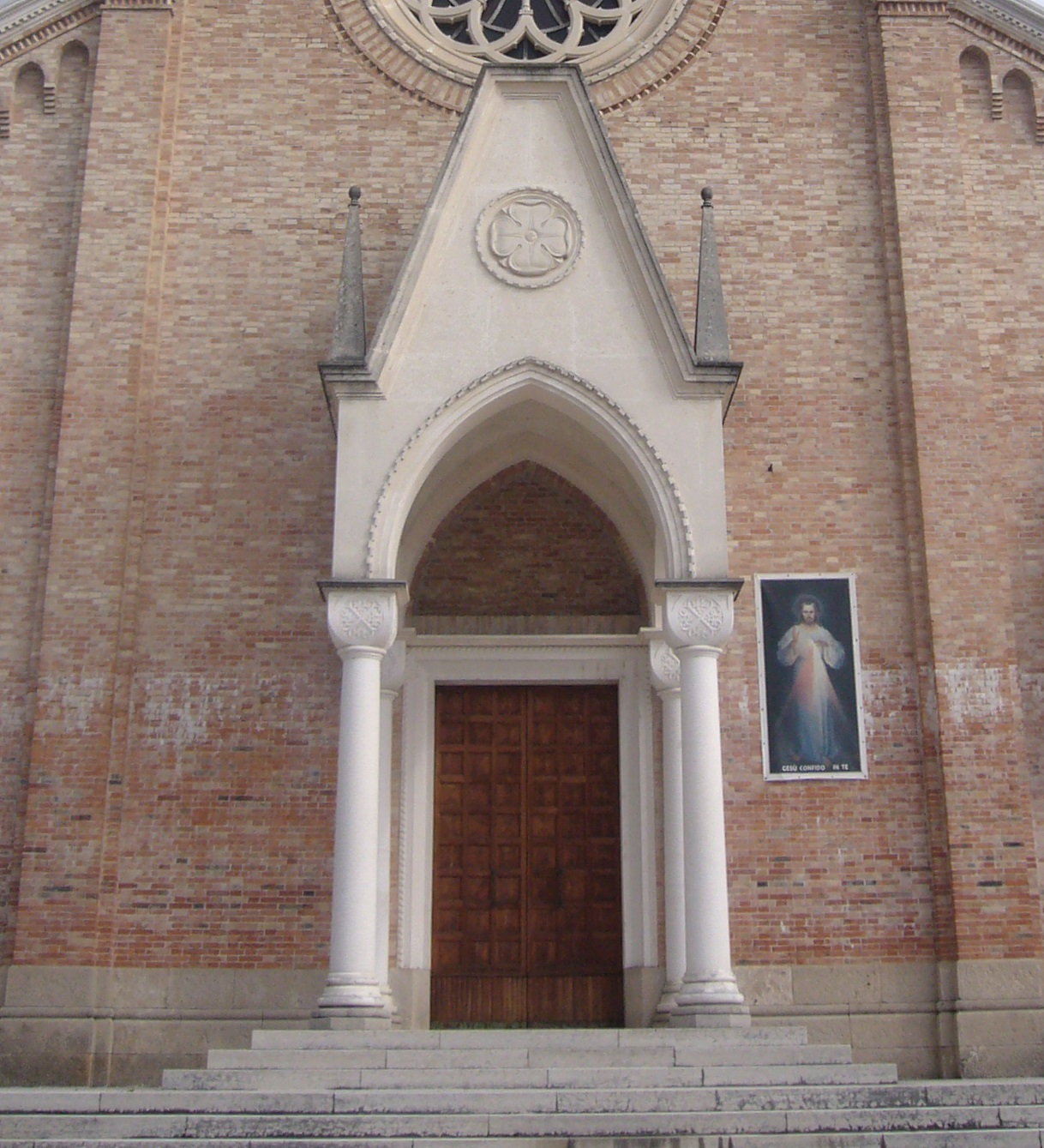
Il portale

La prima pietra della nuova chiesa venne posta nel 1912; l'edificio, progettato da Domenico Rupolo e costruito vicino all'antica chiesetta oggi dismessa, fu benedetto ed aperto al culto il 21 novembre 1951 dal vescovo di Vittorio Veneto Giuseppe Zaffonato e nel 1955 venne qui trasferita la parrocchialità.

## Descrizione

### Esterno
La chiesa presenta la facciata in laterizio; dietro di essa si trova la vecchia parrocchiale, oggi soppressa, accanto alla cui abside si trova la torre campanaria, che misura un'altezza di trentadue metri.

### Interno
Opere di pregio conservate all'interno, che è a tre navate, sono il fonte battesimale, caratterizzato dallo stemma della nobile famiglia dei Della Torre, la pala avente come soggetto la Lapidazione di Santo Stefano Protomartire, eseguita da Francesco Frigimelica il Vecchio, il crocifisso dell'altare maggiore, originariamente situato nella chiesetta di San Giorgio Martire, la statua ritraente la Beata Vergine Immacolata, scolpita dall'artista gardenese Rungaldier, il quale realizzò anche l'altare laterale di Sant'Antonio, il ciborio, che è in marmo, e la pala ritraente la Madonna del Rosario assieme ai Santi Domenico e Rosa, dipinta da mano ignota.